# Brometo de metanoíla
O bromometanal, brometo de metanoíla ou brometo de formila, é um composto orgânico, um haleto de ácido, com fórmula química CHBrO.
É classificado com o No CAS 7726-11-6.
Apresenta massa molecular de 108.922 g/mol.

## Propriedades
Apresenta densidade de 1.961 g/cm3, ponto de ebulição de 76.9 °C a 760 mmHg, volume molar de 55.5 cm3, ponto de fulgor de 63 °C.

## Produção
1. Pela reação do ácido metanoico com o tribrometo de fósforo, com liberação de ácido fosfórico:
{\displaystyle \mathrm {3HCOOH+PBr_{3}{\xrightarrow {}}3HCOBr+H_{3}PO_{3}} }
2. Pela reação do metanoato de sódio (HCOONa) com um brometo de fenoíla (PhCOBr), como o brometo de benzoíla:
{\displaystyle \mathrm {HCOONa+PhCOBr{\xrightarrow {}}CHBrO+PhCOONa} }